# 佐藤聡美
佐藤 聡美（さとう さとみ、1986年5月8日 - ）は、日本の女性声優、歌手。宮城県仙台市出身。アクセルワン所属。夫は、同じく声優の寺島拓篤。
代表作に『けいおん！』（田井中律）、『氷菓』（千反田える）、『ご注文はうさぎですか？』（宇治松千夜）、『アイドリッシュセブン』（小鳥遊紡）、『FAIRY TAIL』（ウェンディ・マーベル）などがある。

## 経歴
両親が共働きだったこともあり、小学校2、3年生の時は学童保育に通っていた。指導員の娘が声優学校の講師であり、テレビアニメ『怪盗セイント・テール』の主人公、羽丘芽美を演じていた櫻井智が教え子だったことを聞いて衝撃を受けて、「おもしろそう。私もやってみたい！」と思い、学芸会や合唱コンクールの司会を経験して高校時代に放送部に所属し、ナレーターになりたいとも考えるようになった。その頃、NHK杯全国高校放送コンテスト宮城県大会朗読部門で優勝したことがある。進路相談の時、担任の教師に「声優っていうのは“声のプロフェッショナル”のことだと思うよ」「だから今からナレーター一本って決め付けずにもっと視野を広くしてみたら？」と教えてもらい、常盤木学園高等学校卒業後、宮城から上京し、東京アナウンス学院に入学。
東京アナウンス学院在学時の2005年、『智一・美樹のラジオビッグバン』の7代目アシスタント（第5期BGP）となる。同時にユニット「Kisty」に参加した。2007年『かみちゃまかりん』で声優デビュー。2008年『地獄少女 三鼎』準主人公の御景ゆずき役、2009年『けいおん!』メインキャラクターの田井中律役で知名度を上げる。
『けいおん!』のWebラジオ『らじおん!』の企画で、演じるキャラクターに合わせて実際にバンド活動を行った。佐藤自身はドラム経験が一切ない初心者であり、ゼロからのスタートであった。2010年3月6日に発表された第4回声優アワードにて、テレビアニメ『けいおん!』の劇中にて結成したユニット"放課後ティータイム"として、豊崎愛生、日笠陽子、寿美菜子、竹達彩奈と共に歌唱賞を受賞。2011年3月5日に発表された第5回声優アワードでも新人女優賞を受賞している。
2013年12月8日、キングレコードのスターチャイルド（後のKING AMUSEMENT CREATIVE）から2014年2月26日に発売の「ミライナイト」（アニメ『生徒会役員共*』エンディングテーマ）で歌手活動することを発表。
2015年6月より、自らのTwitterアカウントに脅迫的な内容の誹謗・中傷コメントを送られる被害に遭い、同年7月に実行犯のユーザーが逮捕された。
2016年1月より、宮城県のPRを担う「みやぎ絆大使」に委嘱された（第8期メンバー。任期は同年1月1日 - 2018年12月31日までの3年間）。
2017年7月6日、自身のブログにて声優の寺島拓篤との結婚を発表した。
2021年12月30日、自身のブログで第1子の誕生を報告した。
2024年4月1日、青二プロダクションを退所し、夫・寺島が所属するアクセルワンに移籍したことを発表した。

## 人物・特色
方言は宮城弁。
少女・女性を中心に様々な役柄を演じているが、全体的に大人しい・物静か・穏和な性格の役が多い。そんな役柄とは対照的な明るい少女である『けいおん!』の田井中律役が決まった際には、本人を始め周囲の人たちも揃って驚いたという。
愛称によく用いられる「しゅがぁ」は、苗字の「佐藤」と「砂糖（Sugar）」を掛けていることに由来しており、ブログのタイトル「おさとう缶。」もお砂糖缶と掛けたタイトルになっている。 
3つ下の妹がいる。
趣味はカメラ、読書、カフェ巡り。
高本めぐみと仲が良く、2人で遊ぶことが多く、佐藤自身のブログに高本がよく登場する。
また日笠陽子や竹達彩奈、矢作紗友里、伊藤かな恵などとも仲が良く、特に日笠・矢作の2名とはプライベートでも親交がある。青二プロ時代の同期である伊藤とはお互いのCDを交換し合ったりしたことがある。この他、元所属時代からの繋がりで青二プロ（特にジュニア）所属の女性声優と親交がある。
尊敬する声優は桑島法子と中尾隆聖。好きな動物は馬、柴犬、アルパカ、猫（マンチカン）。好きな色は水色、白、うすいピンク（サーモンピンク）。好きなアーティストは、AKB48（派生ユニットや姉妹グループ含む）、いきものがかり、MAN WITH A MISSION。

## 出演
太字はメインキャラクター。

### テレビアニメ
2007年
- ゲゲゲの鬼太郎（第5作）（女子高生、女の子、キジムナー、メイド、少年 他）
- かみちゃまかりん（ミッチリアン3）
- 素敵探偵ラビリンス（弥富ヤエ）
- しゅごキャラ!（2007年 - 2010年、わかな、ラミラ、ほたる） - 3シリーズ

2008年
- きらりん☆レボリューション STAGE3（女の子）
- はたらキッズ マイハム組（スゥ）
- 薬師寺涼子の怪奇事件簿（マリアンヌ）
- ポルフィの長い旅（子供B）
- 西洋骨董洋菓子店 〜アンティーク〜（子供）
- ヒャッコ（蕾家祈、盛岡、テニス部員）
- 地獄少女 シリーズ（2008年 - 2017年、御景ゆずき） - 2シリーズ
- ケメコデラックス!（高安遥、タマ子の友人、ギャル）
- おでんくん（ロボウサギ、うずらちゃん）

2009年
- 明日のよいち!（女子生徒A、ひろゆき、メイド）
- ヤッターマン（第2作）（ミユ / ヤッターマン4号）
- マリア様がみてる 4thシーズン（生徒）
- 源氏物語千年紀 Genji（女B）
- けいおん!（2009年 - 2010年、田井中律） - 2シリーズ
- アスラクライン（志津間哀音、女子生徒、女生徒） - 2シリーズ
- それいけ!アンパンマン（ネコ美）
- 初恋限定。（江ノ本夕）
- クイーンズブレイド シリーズ（2009年 - 2012年、ヘプタエル、天使、ライラ） - 2シリーズ
- 東のエデン（女子大生B）
- グイン・サーガ（リー・ファ）
- 青い花（藤ヶ谷生徒、女生徒、生徒、メグ、工藤）
- ONE PIECE（2009年 - 2024年、戦士、女戦士、リンドウ、ボア・マリーゴールド〈子供〉、女性記者、モーダ、ガラナ、スピード）
- よくわかる現代魔法（jini）
- ドラゴンボール改（カルゴ）
- GA 芸術科アートデザインクラス（丸岡）
- あにゃまる探偵 キルミンずぅ（御子神リム）
- 夢色パティシエール（2009年 - 2010年、小泉かなこ） - 2シリーズ
- とある科学の超電磁砲（2009年 - 2013年、枝先絆理、少女） - 2シリーズ
- FAIRY TAIL（2009年 - 2025年、ウェンディ・マーベル、郵便鳥、ロキの女） - 4シリーズ

2010年
- ネットミラクルショッピング 2ndシーズン（さとみ）
- のだめカンタービレ フィナーレ（ミシェール）
- 迷い猫オーバーラン!（都築乙女 / 早乙女博士） ※第5話の手書き文字も担当
- 怪談レストラン（女性）
- 生徒会役員共（2010年 - 2014年、七条アリア） - 2シリーズ
- オオカミさんと七人の仲間たち（火村マチ子、謎の美少女）
- 俺の妹がこんなに可愛いわけがない（2010年 - 2013年、田村麻奈実） - 3シリーズ
- 神のみぞ知るセカイ（星奈）

2011年
- SKET DANCE（高橋千秋〈キャプテン〉）
- 47都道府犬（宮城犬）
- さきいか君（枝豆少女、がんもちゃん、焼きイカちゃん）
- ロウきゅーぶ!（2011年 - 2013年、野火止麻奈佳） - 2シリーズ

2012年
- モーレツ宇宙海賊（リリィ・ベル）
- パパのいうことを聞きなさい!（杉原祥子）
- 氷菓（千反田える）
- おじゃる丸（菜の花、金ちゃん28号、フヤミちゃん、パン屋、スミレ）
- 黄昏乙女×アムネジア（庚紫子）
- うぽって!!（さー）
- えびてん 公立海老栖川高校天悶部（大庭蓮實）
- K（2012年 - 2015年、雪染菊理） - 2シリーズ
- 神様はじめました（2012年 - 2015年、猫田あみ） - 2シリーズ
- マギ The labyrinth of magic（サアサ）

2013年
- カーニヴァル（エリシュカ）
- 百花繚乱 サムライブライド（宝蔵院胤舜）
- DD北斗の拳（2013年 - 2015年、アイリ） - 2シリーズ
- 青伝遊承 Numer0nSaga（レイア）
- Free!（2013年 - 2014年、花村千種、葉月渚〈小学生時代〉） - 2シリーズ
- きんいろモザイク（2013年 - 2015年、烏丸さくら） - 2シリーズ
- Fate/kaleid liner プリズマ☆イリヤ（2013年 - 2016年、桂美々） - 4シリーズ
- ゴールデンタイム（2013年 - 2014年、NANA先輩）
- クレヨンしんちゃん（2013年 - 2021年、女性司会者、戸建住菜）

2014年
- 鬼灯の冷徹（2014年 - 2018年、唐瓜の姉貴、座敷童子・一子） - 3シリーズ
- Z/X IGNITION（ガムビエル、子供B）
- ロボットガールズZ（ガッキー〈ガ・キーン〉）
- となりの関くん（後藤桜子）
- 魔法科高校の劣等生（2014年 - 2024年、柴田美月） - 3シリーズ
- ご注文はうさぎですか?（2014年 - 2020年、千夜） - 3シリーズ
- 失われた未来を求めて（深沢花梨）
- ガールフレンド（仮）（椎名心実）
- デンキ街の本屋さん（つもりん）

2015年
- 暗殺教室（2015年 - 2016年、神崎有希子） - 2シリーズ
- 戦国無双（早川殿）
- それが声優!（鈴のお母さん）
- ゆるゆり さん☆ハイ!（小山遙）

2016年
- 少女たちは荒野を目指す（結城うぐいす）
- ファンタシースターオンライン2 ジ アニメーション（マトイ）
- 影鰐-KAGEWANI-承（ナギ・ヤグル）
- テイルズ オブ ゼスティリア ザ クロス（マギルゥ）
- 競女!!!!!!!!（塩見さとみ、村田マリ）
- 装神少女まとい（フロース・オリエンス）

2017年
- 政宗くんのリベンジ（2017年 - 2023年、水野鞠） - 2シリーズ
- ハンドシェイカー（手綱の母）
- リルリルフェアリル シリーズ（2017年 - 2018年、りん、七海なぎさ） - 2シリーズ
- 終末なにしてますか? 忙しいですか? 救ってもらっていいですか?（アルマリア・デュフナー）
- “栄光なき天才たち”からの物語（文子）
- カイトアンサ（三鷹琴未）
- 魔法陣グルグル（ステラちゃん〈?〉 / 運命の女神）
- ドラえもん（テレビ朝日版第2期）（御女中）

2018年
- アイドリッシュセブン（2018年 - 2023年、小鳥遊紡、きなこ） - 4シリーズ
- ポプテピピック（2018年 - 2021年、ピピ美〈第4話Aパート / 再放送・リミックス版第11話Aパート〉）
- デスマーチからはじまる異世界狂想曲（ナディ）
- 青春ブタ野郎はバニーガール先輩の夢を見ない（南条文香）
- メルクストーリア -無気力少年と瓶の中の少女-（ミシェリア）

2019年
- 明治東亰恋伽（志乃）
- ぱすてるメモリーズ（まい）
- えんどろ〜!（メイドゴーレム〈メイゴ〉）
- フルーツバスケット（2019年 - 2021年、花島咲） - 3シリーズ
- 女子高生の無駄づかい（染谷リリィ）
- 鬼滅の刃（竈門炭治郎〈幼少期〉）
- まちカドまぞく（2019年 - 2022年、浅瀬先生） - 2シリーズ
- Fairy gone フェアリーゴーン（テレザ・ノエル）
- ファンタシースターオンライン2 エピソード・オラクル（2019年 - 2020年、マトイ、二代目クラリスクレイス）
- 神田川JET GIRLS（2019年 - 2020年、syoco）

2020年
- 痛いのは嫌なので防御力に極振りしたいと思います。（2020年 - 2023年、イズ、女性客） - 2シリーズ
- 推しが武道館いってくれたら死ぬ（三崎）
- 八十亀ちゃんかんさつにっき シリーズ（2020年 - 2021年、仙台女子 / 火羽夜美） - 2シリーズ
- ハクション大魔王2020（天野川詩織）
- ミュークルドリーミー（2020年 - 2021年、後藤なつみ） - 2シリーズ
- 魔女の旅々（ニノ）

2021年
- ワンダーエッグ・プライオリティ（鈴原南）
- のんのんびより のんすとっぷ（しおりの母）
- 無職転生 〜異世界行ったら本気だす〜（ロカリー・ミグルディア） - 2シリーズ
- 怪物事変（晶〈幼少期〉）
- Fairy蘭丸〜あなたの心お助けします〜（伊代）
- 名探偵コナン（2021年 - 2025年、加倉井加代子、鮫谷のフィアンセ）
- 迷宮ブラックカンパニー（ベルザ）
- 魔法科高校の優等生（柴田美月）

2022年
- プリンセスコネクト!Re:Dive Season 2（ニノン）
- 処刑少女の生きる道（マノンの母）
- デジモンゴーストゲーム（荒巻カヨノ）
- クールドジ男子（2022年 - 2023年、二見あさみ）

2023年
- REVENGER（むじな）
- ひろがるスカイ!プリキュア（プワ）
- 僕とロボコ（鳥島ミユウ）
- 異世界召喚は二度目です（クレアシル）
- デキる猫は今日も憂鬱（幸来の母）
- 白聖女と黒牧師（カミラ）
- シャングリラ・フロンティア（陽務永華）

2024年
- 恋は双子で割り切れない（白崎母）

2025年
- もめんたりー・リリィ（ひなげしの母）
- 薬屋のひとりごと（白羽）
- ざつ旅-That's Journey-（糀谷冬音）
- 中禅寺先生物怪講義録 先生が謎を解いてしまうから。（影山瞳子）
- 雨と君と（レン）

### 劇場アニメ
2011年
- 映画けいおん!（田井中律）
- 万能野菜 ニンニンマン（先生）
- 劇場版 魔法先生ネギま! ANIME FINAL（アナウンス）

2012年
- 劇場版 FAIRY TAILシリーズ（2012年 - 2016年、ウェンディ・マーベル） - 2作品

2013年
- シネマのフチ子 マナーのススメ!（フチ子）※東急レクリエーション系列劇場のマナー啓発用短編CGアニメーション

2014年
- 劇場版 K MISSING KINGS（雪染菊理）
- モーレツ宇宙海賊 ABYSS OF HYPERSPACE -亜空の深淵-（リリィ・ベル）

2015年
- 映画 ハイ☆スピード！-Free! Starting Days-（葉月渚〈小学生〉）
- 劇場版 蒼き鋼のアルペジオ -アルス・ノヴァ- DC / Cadenza（ナチ） - 2作品

2016年
- PERSONA3 THE MOVIE#4 Winter of Rebirth（西脇結子）

2017年
- ずんだホライずん（東北ずん子）
- 劇場版 生徒会役員共（2017年 - 2021年、七条アリア） - 2作品
- 劇場版 魔法科高校の劣等生 星を呼ぶ少女（柴田美月）
- 魔法少女リリカルなのは Reflection / Detonation（2017年 - 2018年、キリエ・フローリアン） - 2部作
- 劇場版 Free!-Timeless Medley- 絆（花村千種）

2019年
- 青春ブタ野郎はゆめみる少女の夢を見ない（南条文香）

2020年
- モンスターストライク THE MOVIE ルシファー 絶望の夜明け（カシエル）

2021年
- 劇場版 きんいろモザイク Thank You!!（烏丸さくら）

2024年
- 風都探偵 仮面ライダースカルの肖像（園崎冴子 / タブー・ドーパント）

### OVA
2008年
- kiss×sis（女子生徒） - DVD付き3巻初回限定版

2009年
- OVA2「苺ましまろ encore」 Vol.2（女子A）
- 東方奇闘劇3（博麗霊夢）
- OAD のだめカンタービレ Lesson79（女性メンバーA） - 22巻初回限定版
- XXXHOLiC 春夢記 前編（旅館の女性D） - コミックス14巻初回限定版

2010年
- GA 芸術科アートデザインクラス OVA（丸岡）
- Halo Legends The Duel（グラント）
- 魔法先生ネギま! もうひとつの世界Extra 魔法少女ユエ♥（コレット・ファランドール） - DVD付き32巻限定版

2011年
- 生徒会役員共（2011年 - 2016年、七条アリア） - コミックス第5 - 13巻限定版 + OVAシリーズ4作品
- FAIRY TAIL（2011年 - 2013年、ウェンディ・マーベル） - コミックス第26・27・31・35・36巻特装版

2012年
- DVD「キッチュニア」（ギャル、店員）
- 魔法先生ネギま! ANIME FINAL（DVD版）（コレット・ファランドール）

2013年
- えびてん 公立海老栖川高校天悶部 4巻 オリジナルアニメBD付き限定版（大庭蓮實）
- 氷菓 3巻 オリジナルアニメBD付き限定版（千反田える）

2014年
- 絶滅危愚少女 Amazing Twins（リリアン）
- Fate/kaleid liner プリズマ☆イリヤ（2014年 - 2019年、桂美々） - 原作第4部コミックス第4巻オリジナルアニメ付きBD限定版、OVA『プリズマ☆ファンタズム』

2015年
- 鬼灯の冷徹（2015年 - 2020年、座敷童子・一子） - コミックス第18・19・24・31巻DVD付き限定版

2016年
- 「英雄」解体（叶レカ）
- きんいろモザイク Pretty Days（烏丸さくら）

2017年
- ご注文はうさぎですか??シリーズ（2017年 - 2019年、千夜） - 2作品
- ストライク・ザ・ブラッド II（闇白奈）

2022年
- フルーツバスケット -prelude-（花島咲）

### Webアニメ
- 俺の妹がこんなに可愛いわけがない（2011年 - 2013年、田村麻奈実） -  2シリーズ
- 美少女戦士セーラームーンCrystal（2014年、大阪なる[130]）
- 食べちゃったっていいのにな!（2018年、新高〈梨〉[131][132]）
- B: The Beginning（2018年 - 2021年、ユナ[133]） - 2シリーズ
- モンスターストライク（2019年、カシエル）
- 聖闘士星矢: Knights of the Zodiac（2019年、アンドロメダ瞬[134]）
- パワフルプロ野球 パワフル高校編（2021年、京野小筆）

### ゲーム
2008年
- drastic Killer

2009年
- クイーンズゲイト スパイラルカオス（女郎蜘蛛アラネ、姫蜘蛛薫子、鬼蜘蛛ラクネ）
- グランディア オンライン（アンジェリカ副隊長）
- 地獄少女 澪縁（御景ゆずき）
- S彼氏上々 〜絡まる恋の糸〜（上鶴麻弥矢）
- テイルズ オブ ザ ワールド レディアント マイソロジー2（ヒーローズボイス）
- VitaminZ
- ヒャッコ よろずや事件簿!（蕾家祈）
- 不思議の幻想郷（博麗霊夢）
- 龍が如く3（カラオケ館店員 他）
- リルぷりっ ゆびぷるひめチェン!（高城レイラ）

2010年
- Angelic Crest（プルフ・ルゥ、スフィア、マイハート）
- けいおん! 放課後ライブ!!（田井中律）
- 紅魔城伝説II 妖幻の鎮魂歌（紅美鈴）
- ゴッドイーター（プレイヤーボイス、一般神機使い、ジーナ・ディキンソン、藤木ノゾミ、キャスター）
- ゴッドイーター バースト（プレイヤーボイス、一般神機使い、ジーナ・ディキンソン、藤木ノゾミ、キャスター）
- 戦場のヴァルキュリア2 ガリア王立士官学校（ラビニア・レイン、マガリ）
- Tartaros-タルタロス-（ルコ）
- テイルズ オブ ファンタジア なりきりダンジョンX（アスカ、リリアン〈ワンダーシェフ〉、ワンダーモモ、モモ、クレイアイドル）
- プリティーリズム（セレナ）
- もっと!?不思議の幻想郷（博麗霊夢）
- 桃色大戦ぱいろん（富士野りんご、美鈴）
- L@ve once（鳥留メイ）
- Le Ciel Bleu 〜ル・シエル・ブルー〜（ジェスニー）

2011年
- アンチェインブレイズ レクス（マリー）
- Original story from FAIRY TAIL 激突!カルディア大聖堂（ウェンディ・マーベル）
- オトメディウスX（エクセレント!）（月士華風魔）
- 俺の妹がこんなに可愛いわけがない ポータブル（田村麻奈実）
- クイーンズブレイド スパイラルカオス（女郎蜘蛛アラネ、姫蜘蛛薫子、鬼蜘蛛ラクネ）
- テイルズ オブ ザ ワールド レディアント マイソロジー3（ラザリス）
- FAIRY TAIL PORTABLE GUILD 2（ウェンディ・マーベル）
- Lasting Anthem（ディト・アランナ）
- 魔法少女リリカルなのはA's PORTABLE -THE GEARS OF DESTINY-（キリエ・フローリアン）
- みらくる☆パーティー -不思議の幻想郷2-（博麗霊夢）
- L@ve once 〜mermaid's tears〜（鳥留メイ）

2012年
- アーシャのアトリエ 〜黄昏の大地の錬金術士〜（メリエッタ・ミューア）
- 俺の妹がこんなに可愛いわけがない ポータブルが続くわけがない（田村麻奈実）
- ガールフレンド（仮）（椎名心実、千夜）
- クロヒョウ2 龍が如く 阿修羅編（玲）
- 新・剣と魔法と学園モノ。刻の学園（モーリア）
- スーパーロボット大戦OGサーガ 魔装機神II REVELATION OF EVIL GOD（メフィル・ザニア・ボーラング）
- テイルズ オブ エクシリア2（ノヴァ）
- デジモンワールド リ:デジタイズ（鈴童アキホ）
- とらこん - Triangle x Complex -（三咲凪）
- ファンタシースターオンライン2（マトイ、シー、ナノン、ソフィア、リリーパ族、女性ユニークボイス03、女性追加ボイス07/33/34/35/81/192）
- FAIRY TAIL ゼレフ覚醒（ウェンディ・マーベル）
- PhaseD 蒼華の章 / 白影の章 / 黒聖の章 / 朱姫の章（藤代彩奈）
- みらくる超パーティー -早苗と天子の幻想迷宮-（博麗霊夢、レティ・ホワイトロック、西行寺幽々子）
- 嫁コレ（田村麻奈実、ウェンディ・マーベル、千夜）
- らぶ＠わん雀（鳥留メイ）
- リトルウィッチ パルフェ 〜黒猫魔法店物語〜（フローレ・ミルフィア）
- ルーンファクトリー4（コハク）

2013年
- 青春姫（萩原ちなみ）
- 英雄伝説 閃の軌跡（アルフィン皇女〈アルフィン・ライゼ・アルノール〉）
- エルソード（アラ・ハーン）
- 俺の妹がこんなに可愛いわけがない。 ハッピーエンド（田村麻奈実）
- ガールズ×マジック（佐々木玲奈）
- CONCEPTIONII 七星の導きとマズルの悪夢（クロエ）
- スーパーロボット大戦OGサーガ 魔装機神III PRIDE OF JUSTICE（メフィル・ザニア・ボーラング）
- スティールクロニクルBe XROSS ARMS（M-E.T.I〈メーティ〉）
- デジモンワールド リ:デジタイズ デコード（鈴童アキホ）
- マジカルバトルフェスタ（リーファ＝クレーネ）
- ラブ☆トレ 〜Bitter〜（十時ゆずか）
- エルソード（アラ・ハーン）

2014年
- 英雄伝説 閃の軌跡II（アルフィン皇女〈アルフィン・ライゼ・アルノール〉）
- 学園K -Wonderful School Days-（雪染菊理）
- 禁忌のマグナ（エルフリーデ）
- グランブルーファンタジー（2014年 - 2022年、カレン、ミカ / ミカボシ）
- ゴールデンタイム Vivid Memories（NANA先輩）
- ゴッドイーター2 ANOTHER EPISODE 防衛班の帰還（ジーナ・ディキンソン）
- 三国志パズル大戦（周姫）
- 神撃のバハムート（ルーニィ）
- スーパーロボット大戦OGサーガ 魔装機神F COFFIN OF THE END（メフィル・ザニア・ボーラング）
- 戦国無双 Chronicle 3（早川殿）
- 戦国無双4（早川殿）
- チェインクロニクル（2014年 - 2020年、柴田美月、他）
- チェインクロニクルV
- 不思議の幻想郷3（博麗霊夢）
- 魔装詠唱バトルスター（野々田のの）
- 魔法科高校の劣等生 Out Of Order（柴田美月）
- 魔法科高校の劣等生 LOST ZERO（柴田美月）
- メテオスクールガール（一条つぐみ）
- ロボットガールズZ ONLINE（ガッキー〈ガ・キーン〉、サキ）

2015年
- 暗殺教室 殺せんせー大包囲網!!（神崎有希子）
- ゼノブレイドクロス（セリカ）
- 御城プロジェクト（彦根城）
- ガールフレンド（♪）（椎名心実）
- ガールフレンド（仮） きみと過ごす夏休み（椎名心実）
- 学園K -Wonderful School Days- V Edition（雪染菊理）
- クリスタル クラウン（アクア）
- CLOSERS（マヒロ＝ウヅキ）
- ゴッドイーター2 レイジバースト（ジーナ・ディキンソン）
- 白猫プロジェクト（ツキミ・ヨゾラ）
- スペシャルフォース2（Sakura.M）
- ファイアーエムブレムif（主人公〈女性〉、カンナ〈女性〉）
- 不思議の幻想郷 -THE TOWER OF DESIRE-（博麗霊夢）
- プリンセスコネクト!（ニノン・ジュベール）
- ミラクルガールズフェスティバル（千夜）
- ミリ姫大戦 −Militärische Mädchen−（ベルター、ローゼン）
- ゆるかみ!（男鹿いねか、笹香まこ、花巻わんこ）
- ルミナスアーク インフィニティ（ソプラ）

2016年
- 暗殺教室 アサシン育成計画!!（神崎有希子）
- 御城プロジェクト:RE（彦根城、信貴山城、金亀城）
- クイズRPG 魔法使いと黒猫のウィズ（2016年 - 2023年、ツキミ・ヨゾラ、ユウナ）
- ご注文はうさぎですか?? Wonderful party!（千夜）
- 少女たちは荒野を目指す（結城うぐいす）
- 大乱闘スマッシュブラザーズ for Nintendo 3DS / Wii U（カムイ〈女性〉）
- テイルズ オブ ベルセリア（マギルゥ）
- NOeSIS 羽化（鷹白千夜、鷹白一夜）
- 不思議の幻想郷 TOD RELOADED（博麗霊夢）
- マジガーーーーール!!!（坂上梢）
- 魔法陣少女 ノブナガサーガ（コウメイ）

2017年
- ヴァルキリーコネクト（聖夜の太陽神ソール）
- グリモア〜私立グリモワール魔法学園〜（千夜）
- HIDE AND FIRE（ソフィー）
- ファイアーエムブレム ヒーローズ（2017年 - 2025年、カムイ〈女性〉、カンナ〈女性〉、ナーガ）
- アトム:時空の果て（主人公女）
- 英雄伝説 閃の軌跡 III（魔弓のエンネア、アルフィン皇女）
- ファイアーエムブレム無双（カムイ）
- オオカミ姫（東北ずん子）
- Fate/Grand Order（2017年 - 2019年、ミドラーシュのキャスター〈シバの女王〉）

2018年
- オーディンクラウン（アイヴィス）
- プリンセスコネクト！Re:Dive（2018年 - 2024年、ニノン・ジュベール）
- きららファンタジア（2018年 - 2019年、烏丸さくら、田井中律、千夜）
- スーパーロボット大戦X（アマリ・アクアマリン）
- 鬼斬（東北ずん子）
- アズールレーン（ローン）
- テイルズ オブ ザ レイズ（2018年 - 2019年、ラザリス、マギルゥ）
- 英雄伝説 閃の軌跡IV -THE END OF SAGA-（アルフィン皇女）
- フリージング エクステンション（エリザベス・メイブリー）
- 共闘ことばRPG コトダマン（2018年 - 2021年、ウェンディ、カシエル）
- SOUL REVERSE ZERO（マトイ）
- 大乱闘スマッシュブラザーズ SPECIAL（カムイ〈女性〉）
- ボンバーガール（セピア・ベルモンド）
- アイドリッシュセブン（きなこ）

2019年
- モンスターストライク（2019年 - 2022年、カシエル、バビロン）
- ビーナスイレブンびびっど！（2019年 - 2020年、東北ずん子、茉白まなみ）
- 47 HEROINES（雲霧蕾佳）
- スーパーロボット大戦T（アマリ・アクアマリン）
- 鬼灯の冷徹〜地獄のパズルも君次第〜（座敷童子・一子）
- 不思議の幻想郷 -ロータスラビリンス-（博麗霊夢 他）
- 鬼ノ哭ク邦（ディーア）
- Project NOAH - プロジェクト・ノア -（アリア・ロタス）
- ブレイドエクスロード（アシェル・ウーヴァンメルデン）
- ポケモンマスターズ / EX（2019年 - 2023年、カトレア）
- 食用系少女2：美食内戦（ココ)
- デュエル・マスターズ プレイス（2019年 - 2020年、エレナ、幻想妖精カチュア）

2020年
- 痛いのは嫌なので防御力に極振りしたいと思います。〜らいんうぉーず！〜（イズ）
- 神田川JET GIRLS（syoco）
- タイムリフレイン -一巡後の世界-（アイリーン）
- アズールレーン クロスウェーブ（ローン） - DLC追加キャラクター
- ラブライブ! スクールアイドルフェスティバル ALL STARS（夏川マイ）
- FAIRY TAIL（ウェンディ・マーベル）
- 英雄伝説 創の軌跡（アルフィン皇女）
- 百花繚乱 -パッションワールド（宝蔵院胤舜）
- 放置少女〜百花繚乱の萌姫たち〜（ウェンディ）
- KAMEN RIDER memory of heroez（タブー・ドーパント、バイラス・ドーパント）

2021年
- アニマエ・アルケー（双樹〈ソウジュ〉、彩女、奈々瀬〈ナナセ〉）
- ラクガキ キングダム（タレイア）
- ニーア リィンカーネーション（白衣の女）
- ファンタジア・リビルド（サーリス）
- ブルーアーカイブ -Blue Archive-（2021年 - 2022年、天見ノドカ）
- 艦隊これくしょん -艦これ-（2021年 - 2022年、巻波、Northampton）
- 異世界に飛ばされたらパパになったんだが 〜精霊騎士団物語〜（オルレア）
- 彼女、お借りします ヒロインオールスターズ（ウェンディ・マーベル）
- ガーディアンテイルズ（ソヒ）
- 鬼滅の刃 ヒノカミ血風譚（竈門炭治郎〈幼少期〉）
- けものフレンズ3（2021年 - 2025年、ケルベロス、東北ずん子）
- テトテ×コネクト（パティー）
- カウンターサイド（七原千夏）

2022年
- プリコネ！グランドマスターズ（ニノン）
- 魔法科高校の劣等生 リローデッド・メモリ（柴田美月）
- 紅魔城レミリア 緋色の交響曲（紅美鈴）
- 勝利の女神：NIKKE（シグナル、N102、エヌ）
- Echocalypse -緋紅の神約-（バステト）

2023年
- ファイアーエムブレム エンゲージ（カムイ）
- モンスターユニバース（ウェンディ）
- ウマ娘 プリティーダービー（ゴドルフィンバルブ）
- アークナイツ（ドロシー）
- 逆転オセロニア（キクリヒメ）

2024年
- 不思議の幻想郷 -FORESIGHT-（博麗霊夢、西行寺幽々子）
- FAIRY TAIL 2（ウェンディ・マーベル）

2025年
- ゼノブレイドクロス ディフィニティブエディション（セリカ）
- 原神（エスコフィエ）
- ペルソナ5: The Phantom X（宮下美波）

### ドラマCD
2006年
- ガッツバトラーG（少女）

2007年
- 盗んで♥リ・リ・ス（メイド）

2008年
- 主従契約を結ぼう!（生徒）
- ZX GIGAMIX（ローズ、店員）
- true tears ドラマCD（下校のアナウンス）
- 身代わり伯爵の冒険（白百合の乙女達）

2009年
- アスラクライン バラエティーCD（志津間哀音）
- EREMENTAR GERAD The original（シア〈シャンティーレ・フリェズィア〉）
- いちばんうしろの大魔王 VOL.2（照屋栄子）
- クイーンズブレイド美闘士列伝 流浪の戦士冒険記（少女）
- ときめきメモリアル Girl's Station ドラマCD feat.2nd Season Characters（女生徒B、子供）
- どみなのド!（砂戸璃瑠）
- 初恋限定。「〜恋せよ乙女!ドキドキ☆カーニバル〜」「虹色ドロップ」（江ノ本夕）
- P.B.B.2（ユーコ）
- 身代わり伯爵の結婚（白百合の乙女達）
- わがまま戦隊ブルームハート!（星山すみれ〈パープルパンジー〉）

2010年
- 俺の妹がこんなに可愛いわけがない（田村麻奈実）
- カーニヴァル 輪 / リノル（エリシュカ、ユッキン）
- 花想少女〜Lip-Aura〜前奏曲（カトレア・マーシェル）
- 幻想郷御伽草子〜Witches gathering〜（博麗霊夢、ナレーション）
- GOD EATER BURST ドラマ&オリジナルサウンドトラック（ジーナ・ディキンソン）
- Drama CD STEAL! 2nd.mission（婚約者）
- 生徒会役員共 サウンドトラック アリア盤（七条アリア）
- 絶対不発アトミックガール（百合野マヤ）
- 猫神やおよろず 神饌音盤 巻の三（枕木夕楽々）
- 先輩も後輩も幼なじみもツンデレで眠れないCD（柚原奈々）
- ひめごとははなぞの（田中愛）
- ペルソナ3 ポータブル Vol.1（西脇結子）
- 迷い猫オーバーラン! ドラマCD（都築乙女）
- ラストランカー 炭酸水とねじねじパン（マリィ）
- 由利先生は今日も上機嫌（六車の姉）

2011年
- 悪魔のような花婿（前編）（ジュリエット）※Cobalt星7ドラマCD Gold
- オトコを見せてよ倉田くん!（戌威小夜）
- カーニヴァル ヴァントナーム（エリシュカ、リッスン、少女）
- 花想少女〜Lip-Aura〜（カトレア・マーシェル）
- Drama CD STEAL! 恋するValentine（女子）
- ドントクライ、ガール（百合香）
- Fate/kaleid liner プリズマ☆イリヤ ツヴァイ!（桂美々）※コミックス第4巻限定版付属ドラマCD
- Magnolia（リリ）※コミックス第3巻ドラマCD付特装版
- 魔法先生ネギま! もうひとつの世界Extra 魔法少女ユエ♥想い出のひととき（コレット・ファランドール）
- 迷い猫オーバーラン! ドラマCD（都築乙女）※小説第11巻ドラマCD付予約限定版
- ヤマノススメ（ひなた）※月刊コミックアース・スター2011年10月号付録CD
- らぶバト!（九蓮寺早苗）
- 恋愛遺伝子XX（日向ミズキ）

2012年
- 悪魔のような花婿（後編）（ジュリエット）※Cobalt星7ドラマCD Platinum
- アイリス・ゼロ（仁科加奈）
- カーニヴァル 煙の館（エリシュカ、帽子乙女）
- 神様はじめました（猫田あみ）※コミックス第13巻ドラマCD付き初回限定版
- ヒカルが地球にいたころ……（左乙女葵）※小説第5巻ドラマCD付き特装版
- TVアニメ 氷菓 ドラマCD1、2（千反田える）
- 魔法少女リリカルなのはGOD エルトリアの空の下で（キリエ・フローリアン）※メガミマガジン2012年8月号付録CD
- Magnolia（リリ）※コミックス第4巻ドラマCD付特装
- ゆめくり（神様〈白羽ゆり〉）

2013年
- 悪魔のような花婿（伯爵夫人の恋人）（ジュリエット）※Cobalt星7ドラマCD Soleil収録
- 悪魔のような花婿（後編）（ジュリエット）※Cobalt星7ドラマCD Etoile収録
- ゴールデンタイム ドラマCD（NANA先輩）
- 地獄堂霊界通信（西崎由宇）※コミックス第6巻ドラマCD付き特装版
- 停電少女と羽蟲のオーケストラ 深淵からの招待状（ツクシ）
- デンキ街の本屋さん 〜うまのほねの人々〜（つもりん）
- 伏 銀華と氷刃の猟奇録 巻之弐（栞）
- やさしい教師の躾けかた。（白石歌和多）※コミックス第3巻ドラマCD付き限定版
- 四百二十連敗ガール（吹子なずな）※小説第2巻ドラマCD付き特装版

2014年
- バロックナイト ドラマCD #1 Voice Of Baroque：天使追憶（キョウコ）

2015年
- Sound Drama NOeSIS -嘘を吐いた記憶の物語-（鷹白千夜、鷹白一夜）

2016年
- ドラマCD「PHANTASY STAR ONLINE 2」〜ハルコタン見聞録〜（マトイ）
- 星くず英雄伝（ラセリア・デュエル・マツシバ）
- ファイアーエムブレムif 暗夜王国 ドラマCDシリーズ 『北の城塞編 レオンとマークスの対立』『カムイ誕生日編 波乱のマイキャッスル』（カムイ）

2021年
- 痛いのは嫌なので防御力に極振りしたいと思います。（イズ） ※小説11巻ドラマCD付き特装版
- 1年A組のモンスター（筒地恵利香）※コミックス6巻ドラマCD付き特装版
- 元カレが腐男子になっておりまして。（春日幸音）

### 吹き替え
- エンダーのゲーム（2014年、ペトラ・ アーカニアン〈ヘイリー・スタインフェルド〉）
- 万聖街（2022年、天使の女教師）

### 朗読CD
- ふしぎ工房症候群 Premium 3 夢見る少女は空を飛ぶ

### ラジオ
※はインターネット配信。
- 智一・美樹のラジオビッグバン（2005年 - 2006年、文化放送）7代目アシスタント（第5期BGP）
- kistyのkisty time（2006年 - 2006年、BBQR※）
- 棚橋麻衣と佐藤聡美のランチタイムミュージック（2007年、超!A&G+※）
- 麻衣としゅがぁのまっしゅ☆Room（2008年、超!A&G+※）
- 棚橋麻衣と佐藤聡美のランチタイムミュージック月曜日（008年、超!A&G+※2）
- らじおん!（2009年、TBSけいおん!公式サイト※）
- おしゃべりやってまーす第6放送（2009年 - 2011年、K'z Station※）
- ラジオどっとあい 佐藤聡美のしゅがぁぽっと。（2009年 - 2010年、BBQR※・超!A&G+※）
- 超!A&G+スペシャル2010 明けました、おめでタイガー!（2010年、超!A&G+※）
- らじおん!!（2010年、TBSけいおん!!公式サイト※）
- 野中藍 ラリルれ、にちようび。（2010年、ラジオ関西）アシスタント
- 聡美と羽衣のR@DIO ONCE（2010年 - 2011年、ラジオ大阪・HiBiKi Radio Station※）
- アニメ『生徒会役員共』が全部わかるラジオ、略して全ラ!（2010年、アニメイトTV※）
- ラジオ☆聡美はっけん伝!（2011年 - 2014年、超!A&G+※）
- 有楽町モバイルラジオ研究所（2011年、ニッポン放送）
- 黒猫ラジオ マ法店再建計画（2011年 - 2012年、HiBiKi Radio Station※）
- アニメ『アニメ生徒会役員共が全部わかるラジオMaxPower、略して全ラ!まっぱ!!（2012年、アニメイトTV※）
- 古典部の屈託（2012年、ランティスネットラジオ※）
- ととモノ。ラジオ（2012年、文化放送「A&G 超RADIO SHOW〜アニスパ!〜」内）
- アメツイ愚ラジオ （2014年、音泉※）[281]
- ひらけ♡乙女ゲート（2014年、超!A&G+※）
- しゅがちゅん。Webラジオ（2015年 - 2016年、佐藤聡美 2nd Tour 2015 しゅがちゅん。〜導かれし星たち〜 特設サイト※）[282]
- 劇場版『生徒会役員共』が全部わかるラジオ Movie promotion danger sign略して全ラ!もろだし!!（2017年、アニメイトタイムズ※）
- ご注文はラジオですか??〜WELCOME【う・さ!】〜（2018年 - 2019年、文化放送）[283]

### ラジオドラマ
- 青山二丁目劇場『内藤新宿物語』（女の子）
- エンダーのゲーム（ペトラ・ アーカニアン[284]）
- 歌舞伎まるごとストーリー「あらすじえもん」テイキン・クエスト（2019年8月10日、シトロン姫[285]） - NHK-FM

### ラジオCM
- ラジオCM 日経電子版X佐藤聡美、CMソング（2016年5月3日より）[286]

### ラジオCD
- 「らじおん!」スペシャル! Vol.1、2
- 「アニメ生徒会役員共が全部わかるラジオ、略して全ラ!」の全て その壱、その弐
- DJCD「生徒会役員共」Max Power Vol.3
- 「聡美と羽衣のR@DIO ONCE」スペシャル・ラジオCD、ラジオCD VOL.1
- ラジオCD「黒猫ラジオ マ法店再建計画」
- [K]WebラジオDJCD「KR」Vol.1

### テレビ
- リアル「ネットミラクルショッピング」（ニコニコ生放送）
- つれゲー第10回〜第12回（2011年10月17日 - 2012年1月15日、PigooHD・エンタ!371：担当パーソナリティ）
- 希望のアルバム－被災地の子供たちに音を届けたい…！被災地へのメッセージ（東日本放送）[287]
- 佐藤聡美「今夜もアイルビーバック」（AmebaStudio〈アメスタ〉公式サイト/ustream：2014年5月1日 - ）メインMC ※会員限定配信あり
- デリバリーゲーム・コーポレーション（ Amazonプライム・ビデオにて「テイルズ オブ ベルセリア」の紹介番組を配信）全3回
- 友だち+プラス（2017年4月 - TBS） - ナレーション
- おらが県ランキング ダイナンイ!?（2018年10月4日、テレビ朝日） - ナレーション
- 金曜ロードSHOW! 打ち上げ花火、下から見るか? 横から見るか?（2020年8月7日、日本テレビ） - 副音声・解説放送[288]

### 映像作品
- モバコン☆聡美はっけん伝 創刊号 - 春号（2011年 - 2012年）
- ラジオ☆聡美はっけん伝!DVD 2012夏号、2013冬号（2012年 - 2013年）
- つれゲー Vol.4 佐藤聡美＆三上枝織×トゥルー・ラブストーリー〜Remember My Heart〜（2012年）
- KING SUPER LIVE 2015

### パチンコ・パチスロ機
- 藤商事『CR地獄少女』（御景ゆずき） - 劇中歌「紅い実」の歌唱も担当
- 藤商事『CR地獄少女 弐』（御景ゆずき） - 劇中歌「舞い散る花」の歌唱も担当
- KPE『スパイガール2』（ペル）
- オリンピア『ガールフレンド(仮）〜聖櫻学園メモリアル〜』（椎名心実）
- ニューギン『Pガールフレンド（仮）』（椎名心実）
- 京楽『P 俺の妹がこんなに可愛いわけがない。』（田村麻奈実）

### ナレーション
※下記以外にも番組・CM・VPナレーション多数あり。

#### CM
- 芳文社「まんがタイムきらら」（2010年）
- VOCALOID BEST from ニコニコ動画 (あか)（2011年）
- VOCALOID BEST from ニコニコ動画 (あお)（2011年）
- 角川書店 氷菓（2012年）
- 角川書店 月刊少年エース（2012年）

#### DVD
- はじめてのポルトガルギター2 楽曲レッスン編（2012年）

#### アプリ
- RZ声優リモ
- iPhoneアプリ 東北ずん子（東北ずん子）
- あにゃまる探偵キルミンずぅ たっち（御子神リム）
- けいおん!!おしゃべり神経衰弱!!? 田井中律（田井中律）
- けいおん!!桜高放課後がちゃぽん（田井中律）
- 時報ちゃん
- 声優モーニングコール（2012年、株式会社レゾリューション）
- 美声時計
- 美声秘書（黒竹理世）
- モバゲー フェアリーテイル（ウェンディ・マーベル）

#### 音声ガイド
- 燈の守り人 灯台音声ガイド 山形県鶴岡市 鼠ヶ関灯台（2022年）[289]

### オーディオブック
- 朗読チャリティー企画 文芸あねもねR 宮木あや子『水流と砂金』（2013年、瑞樹[290]）
- スマホを落としただけなのに 囚われの殺人鬼（2020年、松田美乃里）

### デジタルコミック
- オトメの帝国（2021年、神園ちえ）
- 咲ちゃんは淫魔の子（合掌）（2021年、蓮田咲[291]）
- ご注文はうさぎですか?10周年記念ボイスコミック（2021年、千夜[292]）

### ASMR
- いやでんっ! 〜癒やしの寝台列車「あかつき」〜（2020年、月ノ峰[293]）
- 先生、 認知シャッフル睡眠法って知っていますか?（2022年、鳳条しぐれ）
- 海姉妹・長女～おっとりお姉さんが波音と共にあなたを癒やすASMR～（2023年、青島希海）
- キレイなお姉さんに飼われてみた -水の女神ラクアがヒミツの温泉でお尽くしします-（2024年、ラクア）
- 海姉妹 ～長女・希海&五女・真凜 水着姿の姉妹がおっとり&一所懸命にあなたを癒やすASMR～（2024年、青島希海）
- 海姉妹 ～長女・希海&三女・夏帆 おっとりな姉と素直じゃない妹が泳いだあとのあなたとまったり過ごすASMR～（2024年、青島希海）

### コラム・執筆
- しゅがぴ。（声優グランプリ、2011年10月号 - 2013年2月号）
- まおまりも コミックス2巻 帯コメント寄稿（白泉社）
- 漫画の国の物語 第三章「俺たちの次回作にご期待下さい」コメント寄稿（大震災チャリティー企画）
- 漫画の国の物語 第五章「ずんずん進め!緑の豆の行進」コメント寄稿（大震災チャリティー企画）
- うらたろう コミックス1巻 帯コメント寄稿（集英社、2016年12月19日）[294]

### その他コンテンツ
- けいおん!デスクトップアクセサリー（田井中律）
- けいおん！放課後ティータイムナビ（田井中律）
- 声優チャット
- アニメPV ちんか -CHINKA-（ちんか〈笠井椿香〉、しょうか〈加持翔華〉、めぐみ〈新門めぐみ〉、タイトルコール）
- 東映ロボットガールズ（ガッキー）
- 美少女が教える日本史 古代〜近世（二宮あすか）
- 進研ゼミマンガweb版（春日結）
- 東北応援キャラクター「東北ずん子」（東北ずん子[295]）
  - VOICEROID+ 東北ずん子
  - VOCALOID 東北ずん子
  - NEUTRINO  東北ずん子
  - CeVIO AI 東北ずん子
  - VOICEPEAK 東北ずん子
- 妄想劇「腐思議の国のアリス」（2012年3月あにキャラSTYLEにて上演 声の出演：白ウサギのラビ）
- 劇団東京都鈴木区 第5回公演「ヒーロー ア ゴーゴー! デパート屋上編」（2012年6月公演 声の出演：悪の女幹部ヤベーラ様）
- 劇団東京都鈴木区 第7回公演「ヒーロー ア ゴーゴー! 遊園地編」（2013年3月公演 声の出演：ゴーインシルバー）
- 劇団東京都鈴木区 第13回公演『Tune！〜ラジオな二人〜』（2016年4月公演 出演：新人構成作家・アカサ）
- コップのフチ子（フチ子）
- 温泉のフチ子（フチ子[296]）
- せせらぎ少女（みさと[297]）
- CV部 #38「今日、大好きな先輩が卒業しちゃいます」（2021年、ルーミー[298]）
- 燈の守り人～幻想夜話～（ボイスドラマ、2022年、鼠ヶ関灯台[289]）

## ディスコグラフィ

### シングル
|            | 発売日         | タイトル                             | 規格品番   | 規格品番  | 規格品番  | オリコン 最高位 |
| 初回限定盤 | 発売日         | タイトル                             | 通常盤     | アニメ盤  |           | オリコン 最高位 |
| ---------- | -------------- | ------------------------------------ | ---------- | --------- | --------- | --------------- |
| ※          | 2012年6月6日   | ラジオ☆聡美はっけん伝! テーマCD 2012 |            | MESC-72   |           | 88位            |
| 1st        | 2014年2月26日  | ミライナイト                         | KICM-93275 | KICM-3275 | 39位      |                 |
| 2nd        | 2014年10月22日 | Le jour                              | KICM-91550 | KICM-1550 | KICM-1551 | 36位            |
| 配信       | 2015年2月4日   | stella message                       |            | NOPA-632  |           |                 |
| 3rd        | 2016年10月12日 | 雨の菫青石                           | KICM-1709  | 68位      |           |                 |

### アルバム
|            | 発売日        | タイトル | 規格品番   | 規格品番   | オリコン 最高位 |
| 初回限定盤 | 発売日        | タイトル | 通常盤     |            | オリコン 最高位 |
| ---------- | ------------- | -------- | ---------- | ---------- | --------------- |
| ミニ       | 2014年6月18日 | ☆        |            | KIZC-253/4 | 58位            |
| 1st        | 2015年6月10日 | Fanfare  | KICS-93190 | KICS-3191  | 37位            |

### タイアップ曲
| 楽曲                 | タイアップ                                               | 時期   |
| -------------------- | -------------------------------------------------------- | ------ |
| Happy Friday Night   | 超!A&G+『ラジオ☆聡美はっけん伝!』オープニングテーマ      | 2012年 |
| パジャマのまま       | 超!A&G+『ラジオ☆聡美はっけん伝!』エンディングテーマ      | 2012年 |
| ミライナイト         | テレビアニメ『生徒会役員共*』エンディングテーマ          | 2014年 |
| Le jour              | テレビアニメ『失われた未来を求めて』オープニングテーマ   | 2014年 |
| アキノソラ           | アニマックス『ゲーム★マニアックス』エンディングテーマ    | 2014年 |
| 雨の菫青石           | ゲーム『NOeSIS〜羽化〜』フルリメイク版エンディングテーマ | 2016年 |
| 恋は劇薬、口に甘し。 | ゲーム『NOeSIS〜羽化〜』フルリメイク版エンディングテーマ | 2016年 |
| crystal song         | OVA『「英雄」解体』主題歌                                | 2016年 |

### 映像作品
|     | 発売日        | タイトル                                                   | 規格品番 |
| --- | ------------- | ---------------------------------------------------------- | -------- |
| 1st | 2016年2月24日 | 佐藤聡美 2nd Tour 2015「しゅがちゅん。〜導かれし星たち〜」 | KIXM-224 |

### キャラクターソング
- けいおん! シリーズ（田井中律）
  - Cagayake!GIRLS（2009年4月22日 テレビアニメ『けいおん!』オープニングテーマ）
  - Don't say "lazy"（2009年4月22日 テレビアニメ『けいおん!』エンディングテーマ）
  - ふわふわ時間（2009年5月20日 テレビアニメ『けいおん!』劇中歌）
  - 放課後ティータイム（2009年7月22日 テレビアニメ『けいおん!』劇中歌）
  - 「けいおん!」イメージソング 田井中律（2009年8月26日）
  - TVアニメ「けいおん!」オフィシャル バンドやろーよ!!（2009年9月2日 テレビアニメ『けいおん!』劇中歌）
  - GO! GO! MANIAC（2010年4月28日 テレビアニメ『けいおん!!』前期オープニングテーマ）
  - Listen!!（2010年4月28日 テレビアニメ『けいおん!!』前期エンディングテーマ）
  - ぴゅあぴゅあはーと（2010年6月2日 テレビアニメ『けいおん!!』劇中歌）
  - Utauyo!!MIRACLE（2010年8月4日 テレビアニメ『けいおん!!』後期オープニングテーマ）
  - NO,Thank You!（2010年8月4日 テレビアニメ『けいおん!!』後期エンディングテーマ）
  - ごはんはおかず/U&I（2010年9月8日 テレビアニメ『けいおん!!』劇中歌）
  - 放課後ティータイムII（2010年10月27日 テレビアニメ『けいおん!』劇中歌）
  - 「けいおん!!」イメージソング 田井中律（2010年11月17日）
  - けいおん! ライブイベント 〜レッツゴー!〜（2011年11月16日 LIVE CD）
  - けいおん!! ライブイベント 〜Come with Me!!〜（2011年11月16日 LIVE CD）
  - Unmei♪wa♪Endless!（2011年12月7日 映画「けいおん!」テーマ曲&オープニング曲）
  - Singing!（2011年12月7日 映画「けいおん!」エンディング曲）
  - 映画「けいおん！」劇中歌アルバム『放課後ティータイム in MOVIE』（2012年1月18日 映画「けいおん！」劇中歌）
- あにゃまる探偵 キルミンずぅ シリーズ（御子神リム）
  - あにゃまる探偵 キルミンずぅ アソートCD（1）（2010年6月9日）
  - あにゃまる探偵 キルミンずぅ アソートCD（2）（2010年8月4日）
- えびてん キャラクターソングアルバム「THEリスペクト EBI10 Vol.2」（大庭蓮實）
- オトメディウスX（エクセレント!）シリーズ（月士華風魔）
  - オトメディウス ORIGINAL SOUNDTRACK（2011年3月24日 オトメディウスX（エクセレント!） オープニング主題歌）
  - オトメディウスX オリジナルサウンドトラック（2012年3月29日 オトメディウスX（エクセレント!） オープニング主題歌フルVer.）
- 〜俺の妹がこんなに可愛いわけがないComplete Collection+〜俺妹コンプ+!（田村麻奈実）（2011年12月7日）
- SKET DANCE シリーズ（高橋千秋〈キャプテン〉）
  - SKET DANCE キャラクターソングアルバム “キャラット・ダンス♪”（2011年12月6日）
  - SKET DANCE キャラクターソングアルバム “キャラット・ダンス♪〜Girl's side〜”（2011年12月6日）
- 生徒会役員共 シリーズ
  - 大和撫子エデュケイション（2010年7月12日 テレビアニメ『生徒会役員共』オープニングテーマ）
  - 花咲く☆最強レジェンドDays（2014年1月22日 テレビアニメ『生徒会役員共*』オープニングテーマ）
- FAIRY TAIL シリーズ（ウェンディ・マーベル）
  - FAIRY TAIL キャラクターソングアルバム Eternal Fellows（2011年4月27日）
  - FAIRY TAIL キャラクターソングアルバム2 キズナだろー!!（2012年5月16日）
- 迷い猫オーバーラン! シリーズ（都築乙女）
  - 「迷い猫オーバーラン!」キャラクターズ：04 都築乙女（2010年6月25日）
  - 「迷い猫オーバーラン!」ミュージックCD2（2010年8月27日）
- 魔法先生ネギま!シリーズ（コレット・ファランドール）
  - Theme Song Collection（2010年11月17日 OAD魔法先生ネギま! もうひとつの世界Extra 魔法少女ユエ♥主題歌）
- L@ve once シリーズ（鳥留メイ）
  - 一度きりのLove Story / Last be Love（2011年4月20日）
  - S@ng once（2011年5月25日 L@ve once mermaid's tears キャラクター・ソング・コレクション）
- リルぷりっ ゆびぷるひめチェン! デビューソングコレクション（高城レイラ）（2010年3月25日）
- TIME L∞P シンドローム（totomono）
- 氷菓 シリーズ（千反田える）
  - まどろみの約束（2012年5月23日）
  - TVアニメ『氷菓』 ラジオ「古典部の屈託」 テーマソングCD アップデイトご一緒に（2012年6月27日）
  - 君にまつわるミステリー（2012年8月8日）

| 発売日   | 商品名                                                                            | 歌 | 楽曲 | 備考                                                                          |
| 2014年   | 2014年                                                                            | 2014年 | 2014年 | 2014年                                                                        |
| -------- | --------------------------------------------------------------------------------- | --- | --- | ----------------------------------------------------------------------------- |
| 4月30日  | となりの関くん うたじゃない!?CD                                                   | 後藤さん（佐藤聡美） | 「教室ミュージカル」 | テレビアニメ『となりの関くん』関連曲                                          |
| 5月28日  | ロボットガールズZ ソングアルバム1                                                 | ロボットガールズ チームT | 「ロボットガールズT」 | テレビアニメ『ロボットガールズZ』関連曲                                       |
| 5月28日  | Daydream café                                                                     | Petit Rabbit's | 「Daydream café」 | テレビアニメ『ご注文はうさぎですか？』オープニングテーマ                      |
| 5月28日  | Daydream café                                                                     | Petit Rabbit's | 「日常デコレーション」 | テレビアニメ『ご注文はうさぎですか？』エンディングテーマ                      |
| 7月24日  | ご注文はうさぎですか？ キャラクターソング3                                        | 千夜（佐藤聡美）、シャロ（内田真礼） | 「ずっと一緒」 | テレビアニメ『ご注文はうさぎですか？』関連曲                                  |
| 7月24日  | ご注文はうさぎですか？ キャラクターソング3                                        | 千夜（佐藤聡美） | 「色葉おしながき」 | テレビアニメ『ご注文はうさぎですか？』関連曲                                  |
| 8月27日  | ご注文はうさぎですか？ キャラクターソングアルバム                                 | Petit Rabbit's | 「一匙のお姫さま物語」 | テレビアニメ『ご注文はうさぎですか？』関連曲                                  |
| 9月24日  | 魔法科高校の劣等生 入学編3 BD・DVD特典CD                                          | 柴田美月（佐藤聡美） | 「瞳の奥のFantasy」 | テレビアニメ『魔法科高校の劣等生』関連曲                                      |
| 9月26日  | ご注文はうさぎですか？ BD・DVD第4巻特典CD                                         | 千夜（佐藤聡美） | 「Daydream café〜ご注文は千夜ですか？ver.〜」 | テレビアニメ『ご注文はうさぎですか？』関連曲                                  |
| 12月3日  | 百鬼夜行 〜地獄の沙汰もYOU次第〜                                                  | 地獄の沙汰オールスターズ | 「開け！地獄の釜の蓋〜2014冬ver.〜」 | テレビアニメ『鬼灯の冷徹』関連曲                                              |
| 12月3日  | 百鬼夜行 〜地獄の沙汰もYOU次第〜                                                  | 地獄の沙汰オールスターズ | 「地獄の沙汰も君次第〜2014冬ver.〜」 | OVA『鬼灯の冷徹』オープニングテーマ                                           |
| 12月17日 | デンキ街の本屋さんキャラクターソングCD DENK!SONGS2                                | つもりん（佐藤聡美） | 「Prologue」 | テレビアニメ『デンキ街の本屋さん』関連曲                                      |
| 2015年   |                                                                                   | | |                                                                               |
| 1月21日  | ガールフレンド（仮） BD・DVD第1巻特典CD                                           | 椎名心実（佐藤聡美） | 「はれるかなぁ」 | テレビアニメ『ガールフレンド（仮）』関連曲                                    |
| 5月29日  | 暗殺教室 BD・DVD第3巻特典CD                                                       | 3年E組修学旅行4班 | 「青春サツバツ論」 | テレビアニメ『暗殺教室』オープニングテーマ                                    |
| 7月1日   | 宝箱のジェットコースター                                                          | Petit Rabbit's | 「宝箱のジェットコースター」 | テレビアニメ『ご注文はうさぎですか？』関連曲                                  |
| 7月1日   | 宝箱のジェットコースター                                                          | 千夜（佐藤聡美） | 「月夜にお砂糖星」 | テレビアニメ『ご注文はうさぎですか？』関連曲                                  |
| 8月26日  | PHANTASY STAR ONLINE 2 キャラクターCD〜Song Festival〜II                          | マトイ（佐藤聡美） | 「オモイマトイ」 | ゲーム『ファンタシースターオンライン2』関連曲                                 |
| 9月16日  | 蒼き鋼のアルペジオ -アルス・ノヴァ-“Blue Field”キャラクターSongs Vol.2            | 霧の生徒会 | 「Will Fade Away」 | テレビアニメ『蒼き鋼のアルペジオ -アルス・ノヴァ-』関連曲                     |
| 11月11日 | ノーポイッ！                                                                      | Petit Rabbit's | 「ノーポイッ！」 | テレビアニメ『ご注文はうさぎですか??』オープニングテーマ                      |
| 11月11日 | ノーポイッ！                                                                      | Petit Rabbit's | 「なんとなくミライ」 | テレビアニメ『ご注文はうさぎですか??』エンディングテーマ                      |
| 12月25日 | ご注文はうさぎですか?? BD・DVD第1巻特典CD                                         | Petit Rabbit's | 「にっこりカフェの魔法使い」 | テレビアニメ『ご注文はうさぎですか??』関連曲                                  |
| 2016年   |                                                                                   | | |                                                                               |
| 2月10日  | 世界は今日もあたらしい                                                            | 黒田砂雪（千菅春香）、小早川夕夏（花澤香菜）、安東テルハ（明坂聡美）、結城うぐいす（佐藤聡美）                                                                                         | 「世界は今日もあたらしい」 | テレビアニメ『少女たちは荒野を目指す』エンディングテーマ                      |
| 4月8日   | ご注文はうさぎですか?? BD・DVD第4巻特典CD                                         | 千夜（佐藤聡美）、シャロ（内田真礼） | 「やきもち風味のカモミール」 | テレビアニメ『ご注文はうさぎですか??』関連曲                                  |
| 4月27日  | PHANTASY STAR ONLINE 2 キャラクターソングCD〜Song Festival〜III                   | マトイ（佐藤聡美） | 「輝きへの約束」 | ゲーム『ファンタシースターオンライン2』関連曲                                 |
| 6月3日   | ご注文はうさぎですか?? BD・DVD第6巻特典CD                                         | ココア（佐倉綾音）、チノ（水瀬いのり）、リゼ（種田梨沙）、千夜（佐藤聡美）、シャロ（内田真礼）、マヤ（徳井青空）、メグ（村川梨衣）                                                     | 「本日は誠にラリルレイン」 | テレビアニメ『ご注文はうさぎですか??』関連曲                                  |
| 9月28日  | 暗殺教室 ベストアルバム 〜Music Memories〜                                        | 3年E組 | 「旅立ちのうた」 | テレビアニメ『暗殺教室』挿入歌                                                |
| 10月26日 | ご注文はうさぎですか??キャラクターソングシリーズ07 千夜                           | 千夜（佐藤聡美） | 「ハートふるムーン」 「甘美コラボレーション」 「WELCOME【う・さ！】」                                                                                         | テレビアニメ『ご注文はうさぎですか??』関連曲                                  |
| 12月21日 | ガールフレンド（仮） キャラクターソングシリーズ Vol.01                            | nonet | 「Now On Stage!!」 「Winter Chime」 | ゲーム『ガールフレンド（仮）』関連曲                                          |
| 12月21日 | ガールフレンド（仮） キャラクターソングシリーズ Vol.01                            | 椎名心実（佐藤聡美） | 「Believe Myself」 | ゲーム『ガールフレンド（仮）』関連曲                                          |
| 12月21日 | ガールフレンド（仮） キャラクターソングシリーズ Vol.01                            | チーム・シンデレラ | 「世界に一つのどこにもない物語」 | ゲーム『ガールフレンド（仮）』関連曲                                          |
| 2017年   |                                                                                   | | |                                                                               |
| 4月19日  | ガールフレンド（仮） キャラクターソングシリーズ Vol.04                            | ランチタイムデザート | 「今輝く日々」 | ゲーム『ガールフレンド（仮）』関連曲                                          |
| 7月19日  | ガールフレンド（仮） キャラクターソングシリーズ Vol.07                            | パステルマカロン | 「Brand New Days♪」 | ゲーム『ガールフレンド（仮）』関連曲                                          |
| 10月11日 | 大！地獄地獄節                                                                    | 地獄の沙汰オールスターズ | 「大！地獄地獄節」 | テレビアニメ『鬼灯の冷徹』第弐期オープニングテーマ                            |
| 10月25日 | ご注文はうさぎですか?? 〜Dear My Sister〜 キャラクターソング1                     | 千マメ隊 | 「FANCY SWEET TIME」 | OVA『ご注文はうさぎですか?? 〜Dear My Sister〜』関連曲                        |
| 11月11日 | セカイがカフェになっちゃった！                                                    | Petit Rabbit's with beans | 「セカイがカフェになっちゃった！」 | OVA『ご注文はうさぎですか?? 〜Dear My Sister〜』主題歌                        |
| 11月11日 | セカイがカフェになっちゃった！                                                    | Petit Rabbit's | 「ハピネスアンコール」 | OVA『ご注文はうさぎですか?? 〜Dear My Sister〜』挿入歌                        |
| 12月6日  | ご注文はうさぎですか?? 〜Dear My Sister〜 デュエットソングアルバム                | ココア（佐倉綾音）、千夜（佐藤聡美） | 「のんピースマイペース」 | OVA『ご注文はうさぎですか?? 〜Dear My Sister〜』関連曲                        |
| 2018年   |                                                                                   | | |                                                                               |
| 4月25日  | 拝啓、地獄より                                                                    | 地獄の沙汰オールスターズ | 「拝啓、地獄より」 | テレビアニメ『鬼灯の冷徹』第弐期その弐オープニングテーマ                      |
| 4月25日  | 拝啓、地獄より 初回盤                                                             | 地獄の沙汰オールスターズ | 「大！地獄地獄節 お迎えver.」 | テレビアニメ『鬼灯の冷徹』関連曲                                              |
| 5月30日  | ご注文はうさぎですか?? 〜Dear My Sister〜 BD・DVD特典キャラクターソングCD         | Petit Rabbit's | 「セカイがカフェになっちゃった！」 | OVA『ご注文はうさぎですか?? 〜Dear My Sister〜』関連曲                        |
| 5月30日  | ご注文はうさぎですか?? 〜Dear My Sister〜 BD・DVD特典キャラクターソングCD         | 千夜（佐藤聡美） | 「セカイがカフェになっちゃった！」 | OVA『ご注文はうさぎですか?? 〜Dear My Sister〜』関連曲                        |
| 10月24日 | 魔法少女リリカルなのは Detonation Original Sound Track                            | キリエ・フローリアン（佐藤聡美） | 「Daylight on Brave」 | 劇場アニメ『魔法少女リリカルなのは Detonation』挿入歌                         |
| 11月7日  | ご注文はうさぎですか??キャラクターソロシリーズ07 千夜                             | 千夜（佐藤聡美） | 「私と浪漫ていすと」 「お茶会物語」 「わーいわーいトライ！」                                                                                                  | テレビアニメ『ご注文はうさぎですか??』関連曲                                  |
| 11月7日  | Phantasic QM mini album for PHANTASIC 3D LIVE 2018                                | Phantasic QM | 「Cheerful smiling」 「レアドロ☆KOI☆こい！ワンモア！」 | ゲーム『ファンタシースターオンライン2』関連曲                                 |
| 11月7日  | Phantasic QM mini album for PHANTASIC 3D LIVE 2018                                | マトイ（佐藤聡美） | 「Hello」 | ゲーム『ファンタシースターオンライン2』関連曲                                 |
| 2019年   |                                                                                   | | |                                                                               |
| 6月12日  | Fate/kaleid liner Prisma☆Illya プリズマ☆ファンタズム 音楽集                       | 穂群原学園小等部のみんな | 「カレイド☆フェスティバル！」 | OVA『Fate/kaleid liner Prisma☆Illya プリズマ☆ファンタズム』オープニングテーマ |
| 9月19日  | ご注文はうさぎですか??バースデイソングシリーズ06 千夜                             | 千夜（佐藤聡美） | 「ハピハピ♪バースデイソング」 「お月見数え唄」 「天高くおとめこゆる秋」                                                                                       | テレビアニメ『ご注文はうさぎですか??』関連曲                                  |
| 9月26日  | しんがーそんぐぱやぽやメロディー                                                  | Petit Rabbit's with beans | 「しんがーそんぐぱやぽやメロディー」 | OVA『ご注文はうさぎですか?? 〜Sing For You〜』イメージソング                  |
| 9月26日  | しんがーそんぐぱやぽやメロディー                                                  | 千夜（佐藤聡美） | 「しんがーそんぐぱやぽやメロディー」 | OVA『ご注文はうさぎですか?? 〜Sing For You〜』関連曲                          |
| 9月26日  | ご注文はうさぎですか?? 〜Sing For You〜 BD・DVD特典 劇中歌ハイレゾ音源収録DVD-ROM | Petit Rabbit's | 「しんがーそんぐぱやぽやメロディー」 | OVA『ご注文はうさぎですか?? 〜Sing For You〜』関連曲                          |
| 9月26日  | ご注文はうさぎですか?? 〜Sing For You〜 BD・DVD特典 劇中歌ハイレゾ音源収録DVD-ROM | 千夜（佐藤聡美） | 「振り向けば月、いいえ団子。」 | OVA『ご注文はうさぎですか?? 〜Sing For You〜』挿入歌                          |
| 10月30日 | プリンセスコネクト！Re:Dive PRICONNE CHARACTER SONG 10                            | モニカ（辻あゆみ）、ユキ（大空直美）、ニノン（佐藤聡美）、クウカ（長妻樹里）、アユミ（大関英里）                                                                                       | 「白翼のグローリエ」 | ゲーム『プリンセスコネクト！Re:Dive』挿入歌                                   |
| 12月4日  | ご注文はうさぎですか??バースデイソングシリーズ 全巻購入特典CD                     | ココア（佐倉綾音）、チノ（水瀬いのり）、リゼ（種田梨沙）、千夜（佐藤聡美）、シャロ（内田真礼）、マヤ（徳井青空）、メグ（村川梨衣）、青山ブルーマウンテン（早見沙織）、モカ（茅野愛衣） | 「ハピハピ♪バースデイソング」 | テレビアニメ『ご注文はうさぎですか??』関連曲                                  |
| 2020年   |                                                                                   | | |                                                                               |
| 4月22日  | ご注文はうさぎですか??Selection of April Fools' Day                               | Happine | 「らびっとビビっとShow Time*」 | テレビアニメ『ご注文はうさぎですか??』関連曲                                  |
| 4月22日  | ご注文はうさぎですか??Selection of April Fools' Day                               | CLOCKWORK RABBITS | 「ピポパポPeople!」 | テレビアニメ『ご注文はうさぎですか??』関連曲                                  |
| 4月28日  | ファンタシースターオンライン2 エピソード・オラクル キャラクターソングCD           | マトイ（佐藤聡美） | 「希望色のグラティチュード」 | テレビアニメ『ファンタシースターオンライン2 エピソード・オラクル』関連曲      |
| 9月19日  | Blend of Letters                                                                  | 千夜（佐藤聡美） | 「文色徒然」 | テレビアニメ『ご注文はうさぎですか？』関連曲                                  |
| 10月28日 | 天空カフェテリア                                                                  | Petit Rabbit's | 「天空カフェテリア」 | テレビアニメ『ご注文はうさぎですか？ BLOOM』オープニングテーマ                |
| 10月28日 | 天空カフェテリア                                                                  | Petit Rabbit's | 「ユメ＜ウツツ→ハッピータイム」 | テレビアニメ『ご注文はうさぎですか？ BLOOM』エンディングテーマ                |
| 10月28日 | 天空カフェテリア                                                                  | 千夜（佐藤聡美） | 「天空カフェテリア」 | テレビアニメ『ご注文はうさぎですか？ BLOOM』関連曲                            |
| 11月11日 | ご注文はうさぎですか？ リアレンジ&カバーアルバム                                  | Petit Rabbit's | 「宝箱のジェットコースター（リアレンジ）」 「にっこりカフェの魔法使い（リアレンジ）」 「一匙のお姫さま物語（リアレンジ）」 「なんとなくミライ（リアレンジ）」 | テレビアニメ『ご注文はうさぎですか？』関連曲                                  |
| 11月11日 | ご注文はうさぎですか？ リアレンジ&カバーアルバム                                  | ココア（佐倉綾音）、チノ（水瀬いのり）、リゼ（種田梨沙）、千夜（佐藤聡美）、シャロ（内田真礼）、マヤ（徳井青空）、メグ（村川梨衣）                                                     | 「本日は誠にラリルレイン（リアレンジ）」 | テレビアニメ『ご注文はうさぎですか？』関連曲                                  |
| 11月11日 | ご注文はうさぎですか？ リアレンジ&カバーアルバム                                  | 千マメ隊 | 「きらめきカフェタイム」 | テレビアニメ『ご注文はうさぎですか？』関連曲                                  |
| 11月11日 | ご注文はうさぎですか？ リアレンジ&カバーアルバム                                  | 千夜（佐藤聡美）、モカ（茅野愛衣） | 「全天候型いらっしゃいませ」 | テレビアニメ『ご注文はうさぎですか？』関連曲                                  |
| 11月11日 | ご注文はうさぎですか？ リアレンジ&カバーアルバム                                  | ココア（佐倉綾音）、千夜（佐藤聡美）、シャロ（内田真礼） | 「てくてくマーチングマーチ」 | テレビアニメ『ご注文はうさぎですか？』関連曲                                  |
| 12月31日 | アズールレーンキャラクターソング Vol.03 A&B セット                                | 大鳳（悠木碧）、ローン（佐藤聡美） | 「艦上 LOYALTY」 | ゲーム『アズールレーン』関連曲                                                |
| 2021年   |                                                                                   | | |                                                                               |
| 1月27日  | PHANTASY STAR ONLINE 2 キャラクターソングCD〜Song Festival〜VI                    | スクナヒメ（堀江由衣）、マトイ（佐藤聡美） | 「茗華艶宴」 | ゲーム『ファンタシースターオンライン2』関連曲                                 |
| 3月17日  | 魔法科高校の劣等生 来訪者編 BD・DVD第4巻特典CD                                    | 柴田美月（佐藤聡美）、吉田幹比古（田丸篤志） | 「Quiet Moon」 | テレビアニメ『魔法科高校の劣等生 来訪者編』関連曲                             |
| 3月26日  | ご注文はうさぎですか？ BLOOM BD・DVD第4巻特典CD                                   | 千マメ隊 | 「魔女と使い魔のふしぎな館」 | テレビアニメ『ご注文はうさぎですか？ BLOOM』関連曲                            |
| 3月      | 予感のぴんぽん聞こえたら                                                          | Petit Rabbit's | 「予感のぴんぽん聞こえたら」 | テレビアニメ『ご注文はうさぎですか？ BLOOM』関連曲                            |
| 5月28日  | ご注文はうさぎですか？ BLOOM BD・DVD第6巻特典CD                                   | 看板娘隊 | 「スキでスゴイになりたいな」 | テレビアニメ『ご注文はうさぎですか？ BLOOM』関連曲                            |
| 11月11日 | ご注文はうさぎですか？ 10thAnniversary主題歌リアレンジ&ハイレゾベスト             | Petit Rabbit's | 「Daydream café〜Re arranged〜」 「ノーポイッ！〜Re arranged〜」 「天空カフェテリア〜Re arranged〜」                                                          | 『ご注文はうさぎですか？』関連曲                                              |
| 11月24日 | プリンセスコネクト！Re:Dive PRICONNE CHARACTER SONG 24                            | カオリ（高森奈津美）、スズナ（上坂すみれ）、ニノン（佐藤聡美） | 「Halloween Monster Jam !!!」 | ゲーム『プリンセスコネクト！Re:Dive』挿入歌                                   |
| 11月24日 | プリンセスコネクト！Re:Dive PRICONNE CHARACTER SONG 24                            | ニノン（佐藤聡美） | 「Halloween Monster Jam !!!」 | ゲーム『プリンセスコネクト！Re:Dive』挿入歌                                   |

### その他参加作品
- 「恋人は……（テンテンテン）」（Kisty）（2006年3月21日）
- 新・百歌声爛II-女性声優編（2012年2月8日）
- 清竜人4thアルバム『MUSIC』（2012年5月9日）

### シリーズ一覧
1. ↑  第1期（2007年）、第2期『しゅごキャラ!! どきっ』（2008年）、第3期『しゅごキャラ! パーティー！』（2009年 - 2010年）
2. ↑  第3期『三鼎』（2008年 - 2009年）、第4期『宵伽』（2017年）
3. ↑  第1期（2009年）、第2期『けいおん!!』（2010年）
4. ↑  第1期（2009年）、第2期『2』（2009年）
5. ↑  第1期『流浪の戦士』（2009年）、第3期『リベリオン』（2012年）
6. ↑  第1期（2009年 - 2010年）、第2期『夢色パティシエールSP プロフェッショナル』（2010年）
7. ↑  第1期（2009年 - 2010年）、第2期『S』（2013年）
8. ↑  第1期（2009年 - 2013年）、第2期（2014年 - 2016年）、第3期（2018年 - 2019年）、続編『100年クエスト』（2024年 - 2025年）
9. ↑  第1期（2010年）、第2期『生徒会役員共*』（2014年）
10. ↑  第1期・本放送（2010年）、第1期・TRUE ROUTE スペシャル版（2012年）、第2期『俺の妹がこんなに可愛いわけがない。』（2013年）
11. ↑  第1期（2011年）、第2期『SS』（2013年）
12. ↑  第1期（2012年）、第2期『RETURN OF KINGS』（2015年）
13. ↑  第1期（2012年）、第2期『神様はじめました◎』（2015年）
14. ↑  第1期（2013年）、第2期『2』（2015年）
15. ↑  第1期（2013年）、第2期『-Eternal Summer-』（2014年）
16. ↑  第1期（2013年）、第2期『ハロー!!きんいろモザイク』（2015年）
17. ↑  第1期（2013年）、第2期『ツヴァイ！』（2014年）、第3期『ツヴァイ ヘルツ！』（2015年）、第4期『ドライ!!』（2016年）
18. ↑  第壱期（2014年）、第弐期（2017年）、第弐期その弐（2018年）
19. ↑  第1期（2014年）、第2期『来訪者編』（2020年）、第3期（2024年）
20. ↑  第1期（2014年）、第2期『ご注文はうさぎですか??』（2015年）、第3期『ご注文はうさぎですか？ BLOOM』（2020年）
21. ↑  第1期（2015年）、第2期（2016年）
22. ↑  第1期（2017年）、第2期『R』（2023年）
23. ↑  第1期『リルリルフェアリル〜妖精のドア〜』（2017年）、第2期『リルリルフェアリル〜魔法の鏡〜』（2017年 - 2018年）
24. ↑  第1期（2018年）、第2期『Second BEAT!』（2020年）、第3期『Third BEAT!』第1クール（2021年）、第3期『Third BEAT!』第2クール（2022年 - 2023年）
25. ↑  第1期『1st season』（2019年）、第2期『2nd season』（2020年）、第3期『The Final』（2021年）
26. ↑  第1期（2019年）、第2期『2丁目』（2022年）
27. ↑  第1期（2020年）、第2期『2』（2023年）
28. ↑  第2期『2さつめ』（2020年）、第3期『3さつめ』（2021年）
29. ↑  第1期（2020年）、第2期『みっくす！』（2021年）
30. ↑  第1クール（2021年）、第2クール（2021年）
31. ↑  第1作（2017年7月21日）、第2作『2』（2021年1月1日）

### 初出話一覧
1. 1 2  第1161話初出
2. ↑  第1010話初出
3. ↑  第5話初出
4. ↑  第15話初出
5. ↑  第9話初出
6. ↑  第6話初出
7. 1 2 3  第7話初出
8. 1 2 3  第1話初出
9. ↑  第34話初出
10. ↑  第3話初出

### ユニットメンバー
1. ↑  高岡香、佐藤聡美、辻あゆみ、喜多丘千陽
2. 1 2 3 4 5 6 7 8 9 10 11 12  ココア（佐倉綾音）、チノ（水瀬いのり）、リゼ（種田梨沙）、千夜（佐藤聡美）、シャロ（内田真礼）
3. ↑  鬼灯（安元洋貴）、閻魔大王（長嶝高士）、ピーチ・マキ（上坂すみれ）、ミキ（諏訪彩花）、檎（細谷佳正）、座敷童子［一子（佐藤聡美）、二子（小倉唯）］、YOUR SONG IS GOOD
4. ↑  潮田渚（渕上舞）、茅野カエデ（洲崎綾）、赤羽業（岡本信彦）、杉野友人（山谷祥生）、神崎有希子（佐藤聡美）、奥田愛美（矢作紗友里）
5. ↑  ヒエイ（M・A・O）、ミョウコウ（福原綾香）、ナチ（佐藤聡美）、アシガラ（三森すずこ）、ハグロ（五十嵐裕美）
6. ↑  赤羽業（岡本信彦）、磯貝悠馬（逢坂良太）、岡島大河（内藤玲）、岡野ひなた（田中美海）、奥田愛美（矢作紗友里）、片岡メグ（松浦チエ）、茅野カエデ（洲崎綾）、神崎有希子（佐藤聡美）、木村正義（川辺俊介）、倉橋陽菜乃（金元寿子）、潮田渚（渕上舞）、菅谷創介（宮下栄治）、杉野友人（山谷祥生）、竹林孝太郎（水島大宙）、千葉龍之介（間島淳司）、寺坂竜馬（木村昴）、中村莉桜（沼倉愛美）、狭間綺羅々（斎藤楓子）、速水凛香（河原木志穂）、原寿美鈴（日野未歩）、不破優月（植田佳奈）、前原陽斗（浅沼晋太郎）、三村航輝（高橋伸也）、村松拓哉（はらさわ晃綺）、矢田桃花（諏訪彩花）、吉田大成（下妻由幸）、律（藤田咲）、堀部糸成（緒方恵美）
7. ↑  朝比奈桃子（小倉唯）、神楽坂砂夜（寿美菜子）、椎名心実（佐藤聡美）、櫻井明音（佐藤利奈）、クロエ・ルメール（丹下桜）、鴫野睦（津田美波）、村上文緒（名塚佳織）、風町陽歌（早見沙織）
8. ↑  朝比奈桃子（小倉唯）、久仁城雅（斎藤千和）、椎名心実（佐藤聡美）、クロエ・ルメール（丹下桜）、神楽坂砂夜（寿美菜子）、鴫野睦（津田美波）
9. ↑  佐伯鞠香（伊藤かな恵）、相楽エミ（東山奈央）、椎名心実（佐藤聡美）
10. ↑  笹原野々花（戸松遥）、椎名心実（佐藤聡美）
11. 1 2  鬼灯（安元洋貴）、閻魔大王（長嶝高士）、シロ（小林由美子）、柿助（後藤ヒロキ）、ルリオ（松山鷹志）、座敷童子［一子（佐藤聡美）、二子（小倉唯）］、芥子（種﨑敦美）、YOUR SONG IS GOOD
12. 1 2 3  千夜（佐藤聡美）、マヤ（徳井青空）、メグ（村川梨衣）
13. 1 2  ココア（佐倉綾音）、チノ（水瀬いのり）、リゼ（種田梨沙）、千夜（佐藤聡美）、シャロ（内田真礼）、マヤ（徳井青空）、メグ（村川梨衣）
14. ↑  クーナ（喜多村英梨）、マトイ（佐藤聡美）
15. ↑  イリヤスフィール・フォン・アインツベルン（門脇舞以）、美遊・エーデルフェルト（名塚佳織）、クロエ・フォン・アインツベルン（斎藤千和）、桂美々（佐藤聡美）、嶽間沢龍子（加藤英美里）、栗原雀花（伊藤かな恵）、森山那奈亀（伊瀬茉莉也）
16. ↑  ココア（佐倉綾音）、千夜（佐藤聡美）、シャロ（内田真礼）
17. ↑  チノ（水瀬いのり）、千夜（佐藤聡美）、シャロ（内田真礼）